# Saint-Vincent-et-les-Grenadines aux Jeux paralympiques
Saint-Vincent-et-les-Grenadines a participé pour la première fois aux Jeux paralympiques aux Jeux paralympiques d'été de 2020 à Tokyo. Le comité n'a remporté aucune médaille dans cette compétition.
Seul Dexroy Creese, un nageur handisport amputé de la jambe gauche, a concouru en classe S9 en 2020.